# Ate
Ate (gr. Ἄτη Átē, łac. Nefas, Error) – w mitologii greckiej córka Zeusa albo (w innych mitach) córka bogini niezgody Eris.
Jest uosobieniem zaślepienia prowadzącego do zbrodni, jak i kary za złe czyny. W teatrze antycznym jeden z elementów koncepcji tragizmu: „pycha”, „zaślepienie”.
Według mitu została wygnana z Olimpu i krążyła stale nad głowami śmiertelników. Za Ate podążały Litai („błagania”), chrome córki Zeusa, które usiłowały naprawić wyrządzone przez nią zło.